# Carlism

Carlisternas flagga.

Carlism (även karlism) är en värdekonservativ, antikapitalistisk, katolsk och monarkistisk folkrörelse i Spanien vars syfte var att sätta en alternativ linje till huset Bourbon på den spanska tronen. Rörelsen uppstod när infanten Don Carlos, hertig av Molina (1788–1855) genom den pragmatiska sanktionen 1830 berövades arvsrätten till den spanska tronen till förmån för broderns, kung Ferdinand VII:s dotter, sedermera drottning Isabella II.

## Ideologi
Carlismen var en viktig politisk kraft av betydelse från Don Carlos landsflykt 1833 till Francos död 1975, och representeras fortfarande idag av vissa mindre spanska politiska partier. Som värdekonservativ, katolsk och monarkistisk, har carlismen varit en av liberalismens och modernismens huvudmotståndare i Spanien och som sådan spelat en viktig roll i såväl 1800-talets (carlistkrigen 1833–1840, 1847–1849, 1872–1876) som 1900-talets (1936–1939) spanska inbördeskrig. 
Det folkliga stödet för carlisterna har haft sin grund i motståndet mot de spanska liberalerna; mot deras kyrko- och religionsfientlighet vilket stötte folkets religiositet; mot deras krav på privatisering av kyrko- och allmänningsjorden vilket drabbade småbönderna som brukade denna jord; samt mot deras centralism vilket inskränkte det regionala och lokala självstyret. Carlismens största stöd har därför funnits i Navarra, som traditionellt åtnjutit en hög grad av självständighet inom ramen för den spanska monarkin. Navarra var också den enda baskiska region som inte ställde sig på republikens sida under inbördeskriget 1936–1939.
Carlismen var en folkrörelse med förankring i alla samhällsklasser, men framför allt bland bönder och arbetare. Under 1900-talet var carlisterna aktiva vid skapandet av den katolska fackföreningsrörelsen i Spanien. Carlism har också varit en politisk åskådning som gått i arv över många generationer.
Kärnan i den carlistiska ideologin kan sammanfattas med orden Dios, Patria, Fueros, Rey. Dios (Gud), den katolska tron utgör grunden för det carlistiska tänkandet.  Patria (Fosterlandet), en icke-nationalistisk patriotism med utrymme för lokalt och regionalt självstyre. Fueros (foralrätt), den traditionella rätten. Rey (konungen), den rätte arvtagaren till tronen som skall styra landet med hänsyn till kyrkans lagar och rikets traditionella sedvanor. 
1937 tvingade general Franco carlisterna att förena sig med falangen till det statsbärande partiet Falange Española Tradicionalista y de las JONS. Efter Spaniens demokratisering på 70-talet invaldes en carlist i senaten, men idag är carlismen en rörelse med liten anslutning och obetydligt inflytande. Den är dessutom splittrad i flera grenar, bl. a. en socialistisk.

## Carlistkrigen

### Första carlistkriget 1834–39

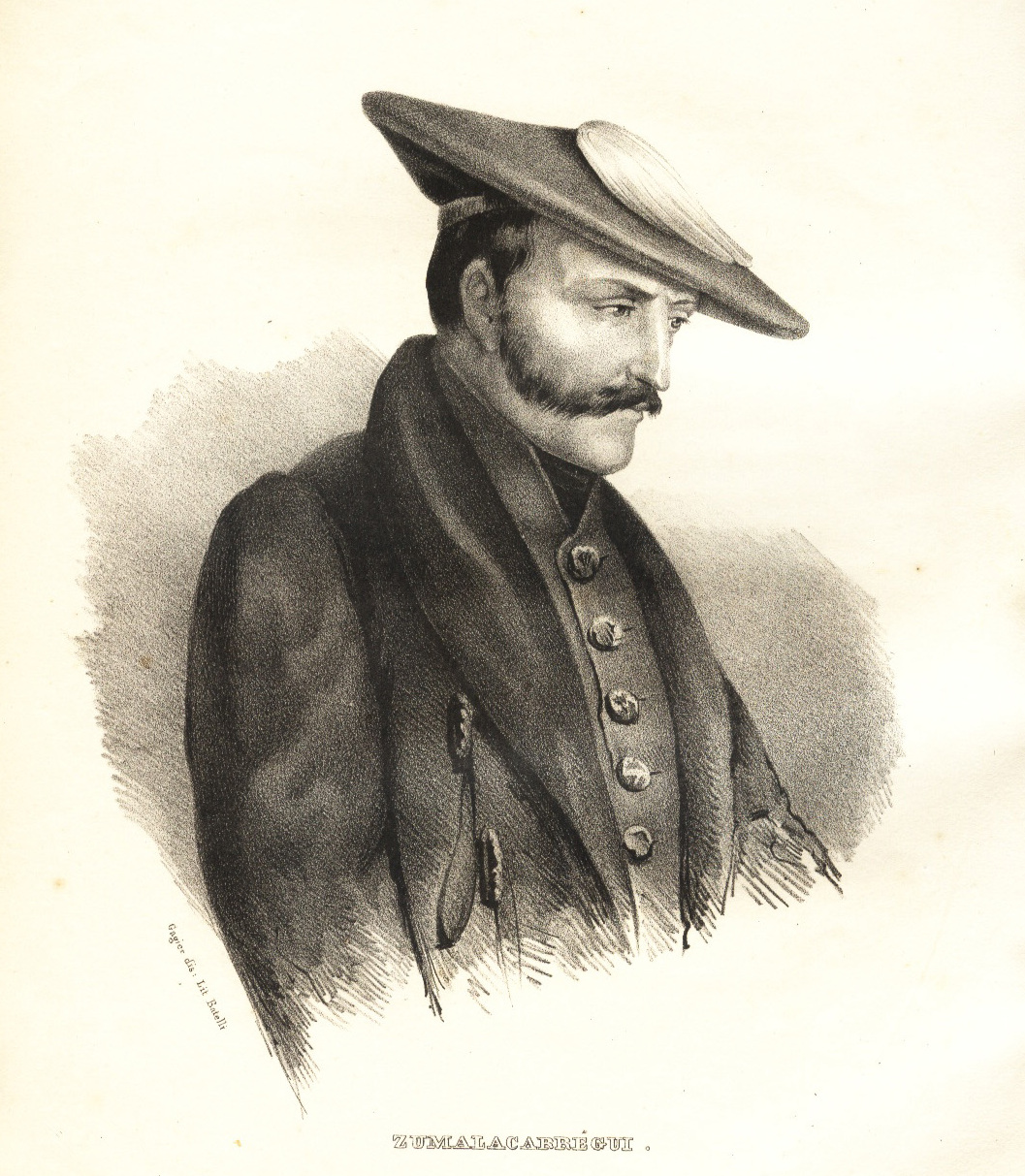
Tomás de Zumalacárregui (1788–1835).

När Spaniens kung Ferdinand VII dog 1833 utfärdade hans yngre bror Don Carlos, hertig av Molina (1788–1855), en proklamation i vilken han gjorde anspråk på tronen. Regeringen svarade med att konfiskera hans egendom. År 1834 svarade Don Carlos med att kalla sina anhängar till vapen. Själv stannade han i Portugal, men måste fly till Storbritannien. I juli månad återvände han norra Spanien och förenade sig med sina anhängare. Med sig hade han prästerna, de reaktionära och självständighetskämparna i Baskiska provinserna, Aragonien och Katalonien, som motsatte sig liberalt enhetsstyre. Förmyndarregenten hade stöd av de liberala (moderados) och de radikala (exaltados). 
Men även storpolitiska intressen kolliderade under detta spanska inbördeskrig. De auktoritära makterna, i första hand Sardinien, hjälpte carlisterna med pengar och frivilliga. Storbritannien och Frankrike stödde de liberala. Mot alla traditioner gick regeringen i London med på att organisera en brittisk frikår, och den 22 april 1834 undertecknades en fyrmaktsallians mellan Frankrike, Storbritannien, Spanien och Portugal riktad mot de absolutistiska tronkrävarna på den Pyreneiska halvön. Tomás de Zumalacárregui var den carlistiska arméns skapare och ende duglige general. Hans död under Bilbaos belägring innebar en irreparabel förlust för den carlistiska sidan. 
Carlistkrigen utspelade sig huvudsakligen i Baskien, där merparten av befolkningen stödde carlisterna. De baskiska städerna slogs dock på den liberala sidan. År 1839 övertalade förmyndarregentens överbefälhavare general Baldomero Espartero baskerna att bryta med carlisterna genom att han lovade dem självstyre. Därefter kom partiernas generaler den 31 augusti i Vergara överens om att sluta med det blodiga inbördeskriget. Don Carlos flydde till Frankrike. 1845 avsade sig Don Carlos sina anspråk till förmån för sin son Don Carlos, greve av Montemolin (1818–1861). Återstoden av sitt liv levde han mestadels i Österrike och dog i Trieste.

### Andra carlistkriget 1847–49
Don Carlos (1818–1861) blev alltså carlisternas tronpretendent 1845. Ett uppror utbröt i hans namn i Katalonien, la guerra dels matiners.

### Tredje carlistkriget 1872–76
Under virrvarret i Spanien från 1868 gjordes flera olika resningsförsök i Don Carlos, hertig av Madrid (1848–1909) namn. När Amadeus I av Spanien lade ner kronan, trött, isolerad och omgiven av främlingshat, utropade den radikala majoriteten i cortes republiken och Emilio Castelar bildade regering. Carlisterna höjde upprorsfanan och påven erkände deras tronpretendent Don Carlos som kung av Spanien (Karl VII). Från och med 1873 deltog han själv i ett resningsförsök och lyckades hålla sig kvar i norra Spanien. Sedan den äldre franska linjen av huset Bourbon dött ut med greven av Chambord ansåg sig Don Carlos även arvsberättigad till Frankrike och protesterade mot att greven av Paris upptog liljevapnet. Hans talrika proklamationer tillmättes ingen politisk betydelse.

## Källförteckning
1. ↑  ”Carlism | Spanish Monarchist Movement & Civil War | Britannica” (på engelska). www.britannica.com. https://www.britannica.com/topic/Carlism. Läst 4 juni 2024.
2. ↑  ”Registro de Partidos Políticos”. mir.es. https://servicio.mir.es/nfrontal/webpartido_politico.html. Läst 4 juni 2024.
3. ↑  ”Quiénes somos” (på spanska). Carlismo Partido Carlista. https://partidocarlista.com/quienes-somos/. Läst 4 juni 2024.
4. 1 2  Coverdale, John F. (1984). The Basque Phase of Spain's First Carlist War. Princeton University Press. https://www.jstor.org/stable/j.ctt7zvccj. Läst 4 juni 2024